# 100 mm/45 Model 1930
100 mm/45 Model 1930 — 100-миллиметровое корабельное универсальное орудие, разработанное и производившееся в Франции. Состояло на вооружении ВМС Франции. Предназначалось для вооружения крейсеров французского флота. Использовалось в спаренных установках двух типов. Было разработано специально для тяжёлого крейсера «Альжери». Также планировалось к установке на линкоры типа «Ришельё». Его дальнейшим развитием стало орудие 100 mm/55 Model 1945.

## Конструкция
Орудие Model 1930 имело вполне современную конструкцию. Ствол-моноблок оснащался полуавтоматическим затвором и комплектовался пружинным досылателем. Техническая скорострельность достигала 16 выстрелов в минуту, но трудности заряжания на больших углах снижали практическую скорострельность до 10 выстрелов в минуту. Для орудия были разработаны фугасный и полубронебойный снаряды.